# Amphiophiura lockingtoni
Amphiophiura lockingtoni is een slangster uit de familie Ophiuridae.
De wetenschappelijke naam van de soort werd in 1889 gepubliceerd door James Edmund Ives.